# Neotephritis
Neotephritis is een geslacht van insecten uit de familie van de Boorvliegen (Tephritidae), die tot de orde tweevleugeligen (Diptera) behoort.

## Soorten
- N. finalis (Loew, 1862)
- N. rava Foote, 1960